# Oskar Plichta
Oskar Valentine „Hampie“ Plichta (* 5. November 1934 in Windhoek, Südwestafrika; † 29. Juni 2001 ebenda) war ein namibischer Politiker der SWAPO.
Er war Kabinett Nujoma II von 1995 bis 2000 Minister für Öffentliche Arbeiten und Verkehr. Zu der gleichen zeit war er Abgeordneter der Nationalversammlung. Plichta hielt einen Bachelor of Commerce der Universität Stellenbosch in Südafrika aus dem Jahr 1964 und einen Bachelor of Engineering der gleichen Universität aus dem Jahr 1957.
Er starb an den Folgen einer Operation.